# Hornogermánský a raetský limes
Hornogermánský a raetský limes je soubor pohraničních pevností, pomocných pevnůstek, strážných věží nebo strážních stanovišť, hradeb nebo palisád a valů, ale i civilních sídel, které postavili Římané na hranicích provincií Horní Germánie a Raetie. Limit spojoval dvě přírodní hranice Římské říše - řeky Rýn a Dunaj. Funkce limitu není dodnes zcela pochopena a je předmětem diskuzí. Předpokládá se, že hlavním účelem byla kontrola obchodních cest v této oblasti. Limes neměl šanci odolat velkému systematickému vojenskému útoku ze strany Svobodné Germánie. Pro rozsáhlý obchod s germánskými etniky existovalo několik hraničních přechodů.
Přibližná délka limitu je 550 km, na Rýnu na něj navazuje tzv. Dolnogermánský limes (na území moderního německého zemského okresu Neuwied v Porýní-Falci), na Dunaji pak Norický limes (na území zemského okresu Kelheim v Bavorsku).

## Světové dědictví UNESCO
V roce 2005 bylo 220 segmentů Hornogermánského a raetského limitu zapsáno na seznam světového dědictví UNESCO pod názvem „Hranice Římské říše“. Jednalo se o rozšíření již existující položky seznamu světového dědictví, která sestávala z pozůstatků Hadriánova valu ve Spojeném království. V roce 2008 byla položka ještě rozšířena o britský Antoninův val.

## Galerie

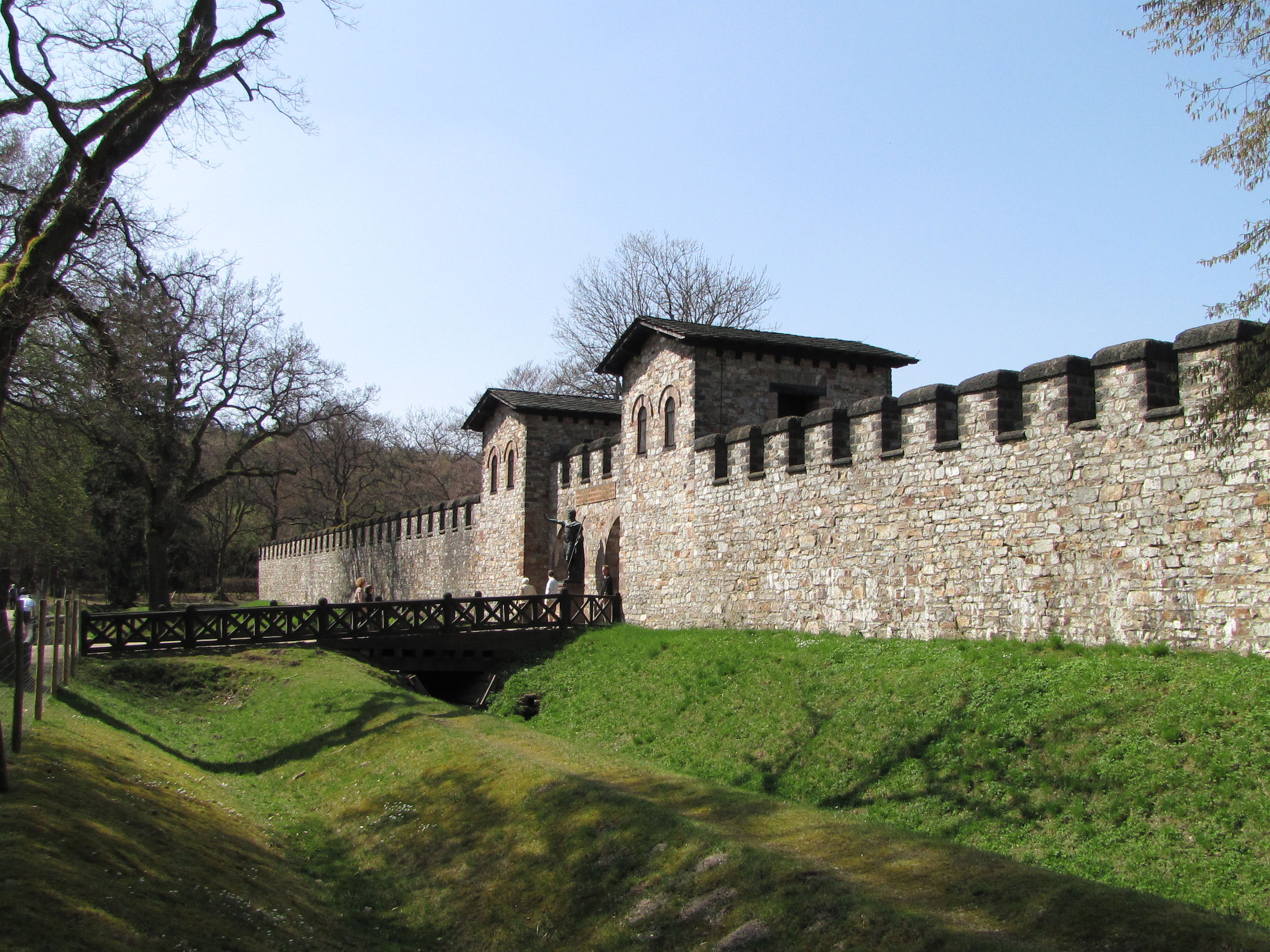
Saalburg
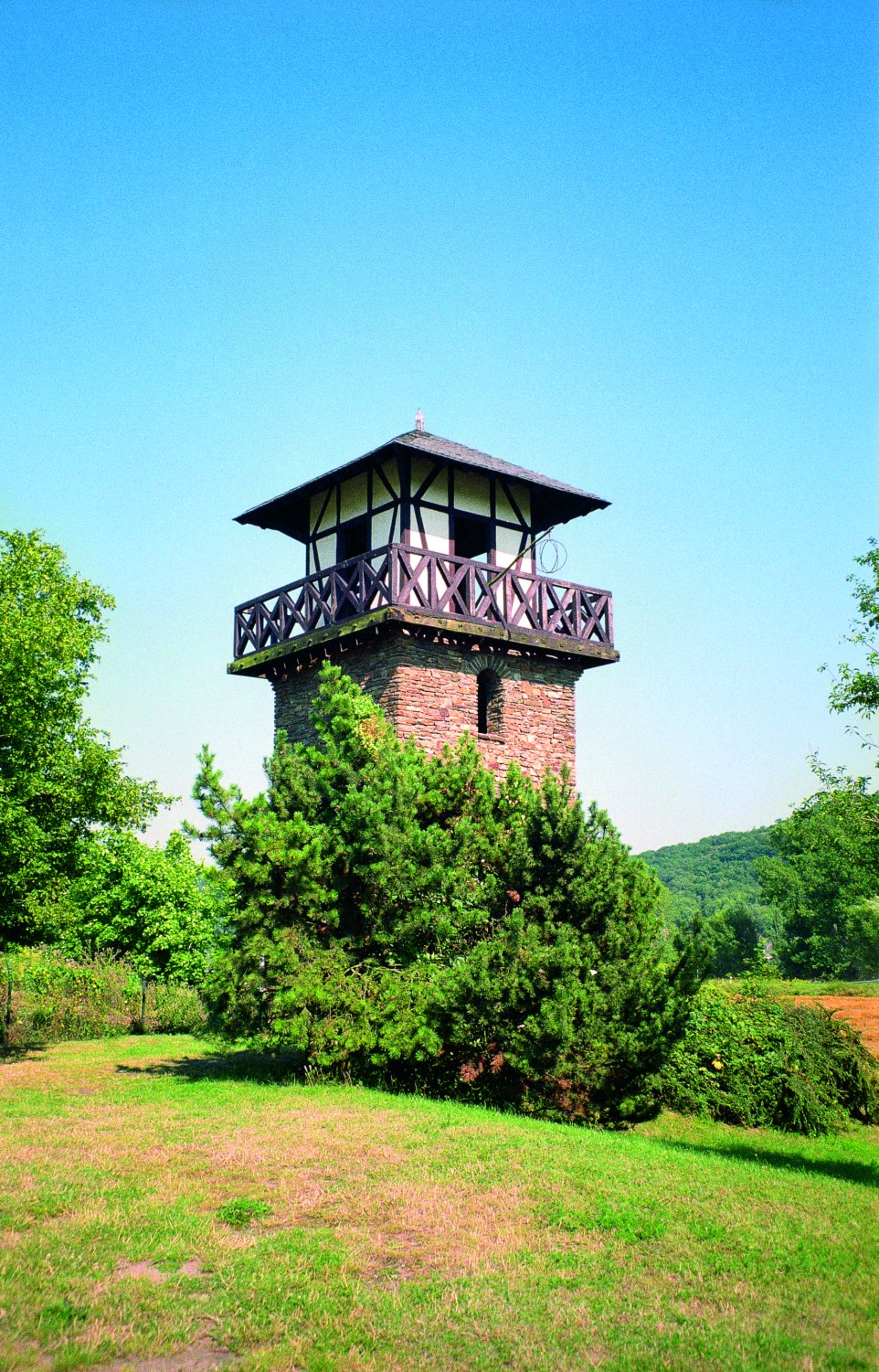
Rheinbrohl
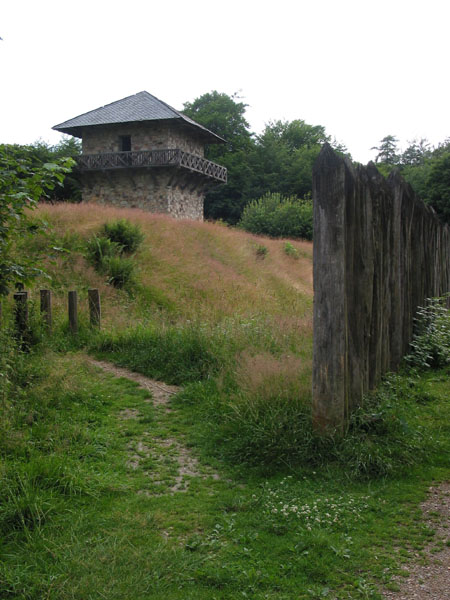
Zugmantel
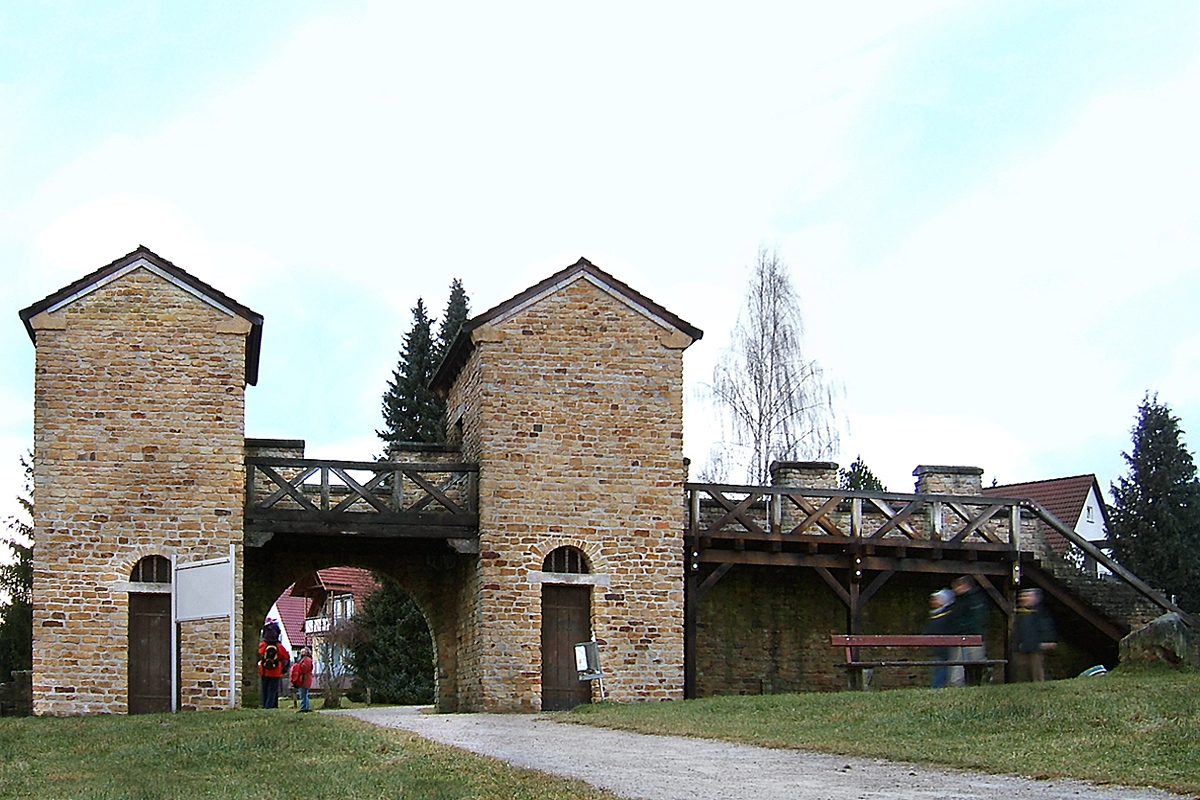
Welzheim
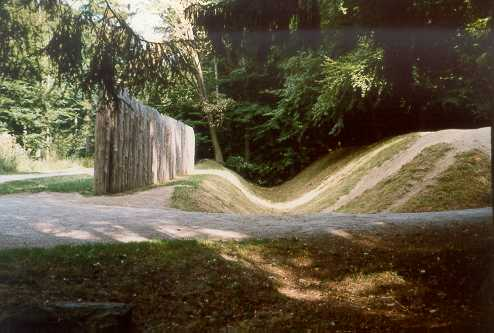
Saalburg